# Hemigalus derbyanus
Hemigalus derbyanus (цівета смугаста) — ссавець родини Віверових (Viverridae). Тварина поширена у південно-східній Азії: Індонезія (Калімантан, Суматра), Малайзія (півострів Малайзія, Сабах, Саравак), М'янма, Таїланд. Вид був зареєстрований у первинному низовинному вологому лісі, а також у порушених середовищах проживання, у торф'яних болотяних лісах і плантаціях акації. На Борнео, виявлений на висотах до 1200 м.

## Етимологія
Високоповажний Едвард Сміт Стенлі, 13-й граф Дербі (англ. Edward Smith Stanley, 1775–1851), був пристрасним зоологом і колекціонером. Більшість зразків, зібраних ним зараз перебувають у музеї Ліверпуля. Він був президентом Товариства Ліннея і Лондонського зоологічного товариства протягом понад 20 років. 

## Морфологія
Морфометрія. Довжина голови й тіла: 410–620 мм, довжина хвоста: 255–383 мм, вага: 1.75–3.0 кг.
Опис. Колір тіла, зазвичай від блідого буро-жовтого до золотисто-коричневого, низ блідіший, з різкими темно-коричневими або чорними смугами впоперек спини й темними поздовжніми смугами на шиї й обличчі. Деякі особини світло-сірі, в той час як інші можуть бути дуже червонуваті. Хвіст в основному темно-коричневий, смугастий лише біля основи. Ступні мають сильно вигнуті пазурі, які втягуватися, як у кішки.

## Поведінка, життєвий цикл
Веде нічний спосіб життя. Подорожує й харчується в основному на землі, але спить в норах, або у землі або на деревах. Поживою для нього є хробаки, комахи та інших дрібних тварини, як безхребетні, так і хребетні. Полонені, втім любили їсти фрукти, не будували гнізда і маркували територію запахом. Полонена самиця в Вассенаарському зоопарку народила двох дитинчат, які важили 125 грамів при народженні, їх очі відкрились на 8–12 день, тверду їжу вони стали приймати приблизно на 70 день. Один Hemigalus derbyanus жив у неволі близько 18 років.

## Генетика
Каріотип характеризується диплоїдним числом, 2n=42.

## Загрози та охорона
Втрату і деградацію середовища проживання можна вважати основними загрозами для цього виду. Полювання і торгівля, також є суттєвою загрозою. Захищений законом у Малайзії, Таїланді, Брунеї, Індонезії та в М'янмі. Проживає в багатьох природоохоронних областях по всьому ареалу.